# Шкуратова, Полина Александровна
Полина Александровна Шкуратова (укр. Поліна Олександрівна Шкуратова; 25 апреля 1947, Полтава — 1 апреля 2022, Луганск) — советская и украинская актриса театра, заслуженная артистка Украины (1993), народная артистка сампровозглашенной Луганской Народной Республики (2016).

## Биография
Родилась 25 апреля 1947 года в Полтаве.
Работать в театре начала в 1965 году актрисой Луганского областного музыкально-драматического театра. В 1966 году стала студенткой Харьковского государственного института искусств, где проучилась три курса. С 1969 по 1971 год работала актрисой в Армавирском драматическом театре.
С 1971 года Полина Шкуратова работала в «Луганском академическом русском драматическом театре имени П. Луспекаева», где сыграла более 150 ролей в спектаклях по пьесам классической и современной драматургии.
Скончалась в Луганске 1 апреля 2022 года.

## Награды
- Награждена «Орденом Княгини Ольги» III степени (2009 год), а также медалью «За заслуги перед Луганщиною» III степени (2009) и Грамотой Главы Луганской Народной Республики (2015).
- Указом Главы Луганской Народной Республики от 15 марта 2016 года Шкуратовой П. А. присвоено Почётное звание «Народный артист Луганской Народной Республики».
- В 1992 году за исполнение роли царицы Ирины в спектакле «Царь Фёдор Иоаннович» А. Толстого награждена дипломом фестиваля «Театральный Донбасс»[3].